# フィルム・ノワール
フィルム・ノワール（仏: film noir）は一般に1940年代から1950年代後半にハリウッドでさかんに作られた犯罪映画のジャンルを指し、アメリカ社会の殺伐とした都市風景やシニカルな男性の主人公、その周囲に現れる謎めいた女性の登場人物（ファム・ファタール）などを主な物語上の特徴とする。第二次大戦前後のアメリカ映画を分析したフランスの批評家によって命名された。
映像面では照明のコントラストを強くしたシャープなモノクロ画面や、スタイリッシュな構図が作品の緊張感を強調するために多用されることが多い。
ただし何を「フィルム・ノワール」とするかは論者によって幅が大きく、明確な定義は定まっていない。しかしこうした物語・映像表現上の特徴を受けついでヨーロッパや香港など、世界各地で制作された映画を指して「ネオ・ノワール」、近年韓国で作られるようになったものが「韓国ノワール」と呼ばれるなど、批評用語としては広く定着した表現である。

## 概要

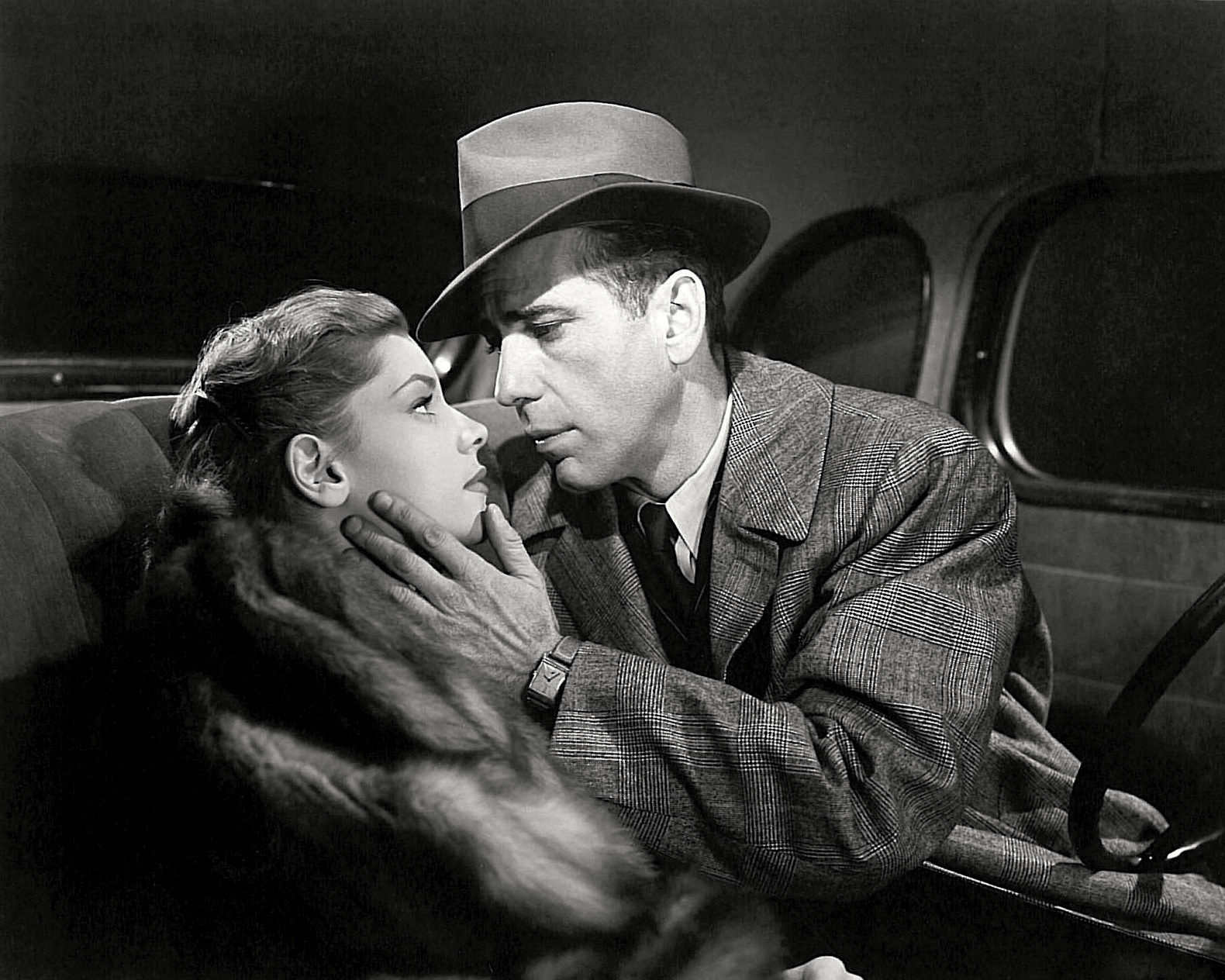
ハワード・ホークス『三つ数えろ』(1946) はハードボイルドな主人公やスタイリッシュな画面で、典型的なフィルム・ノワールと呼ばれる。

### フィルム・ノワールの登場
第二次大戦前の古典的アメリカ映画は上流階級・ミドルクラスの人々の幸福な生活や恋愛、ハッピーエンドにいたる明朗で楽観的な物語構造などを大きな特徴としていたが、第二次大戦の終戦間際から戦後にかけて、これとは大きく異なる雰囲気の作品が相次いで登場した。
ビリー・ワイルダー『深夜の告白』（1944）やニコラス・レイ『孤独な場所で』（1950）、ジャック・ターナー『過去を逃れて』(1947)、ジョン・ヒューストン『マルタの鷹』(1941)、ラオール・ウォルシュ『白熱』(1949) といった作品は、大都市の片隅で暮らす孤独な生活者、腐敗した役人、冷酷なジゴロ、心を病んだ残忍なギャングといった人物像を描き、人々の破滅的な生活と絶望を重要な主題としていた。

### フランスで注目されたフィルム・ノワール
新しいアメリカ映画の傾向を分析したフランスの批評家ニーノ・フランクが、そうした一群の映画を「フィルム・ノワール Film Noir」と呼んだ。
ノワール Noir は英語の「ブラック（黒）」で、当時のフランスでは老舗出版社ガリマール社が刊行を開始した大衆犯罪小説のシリーズ「ロマン・ノワール Roman Noir （暗黒小説）」が人気を集めており、このシリーズの特徴だった悲観的なトーンがよく似ていることから名づけられた呼び名である。さらにさかのぼればこの「暗黒小説」の名称は、犯罪を主要な題材としていたウージェーヌ・シュー『パリの秘密』のような19世紀の風俗小説の呼び名から採られていた。
ニーノ・フランクが取り上げた作品は『マルタの鷹』のほかエドワード・ドミトリク『ブロンドの殺人者』、オットー・プレミンジャー『ローラ殺人事件』、フリッツ・ラング『飾窓の女』（いずれも1944）などで、さらに後にフランクに続いて「フィルム・ノワール」の呼び名を使用したジャン＝ピエール・シャルティエは、これらに加えてビリー・ワイルダー『失われた週末』(1945)を取り上げている。
ここで取り上げられた映画作品がいずれも光と影のコントラストを強調しており、画面が以前のアメリカ映画よりもはるかに黒々として見えたことから、「ノワール（黒）」の呼び名は新しい映画の動きをよく言い当てているとも受け止められ、やがてフィルム・ノワールという名前はアメリカを含む世界各国に広まってゆくことになった。

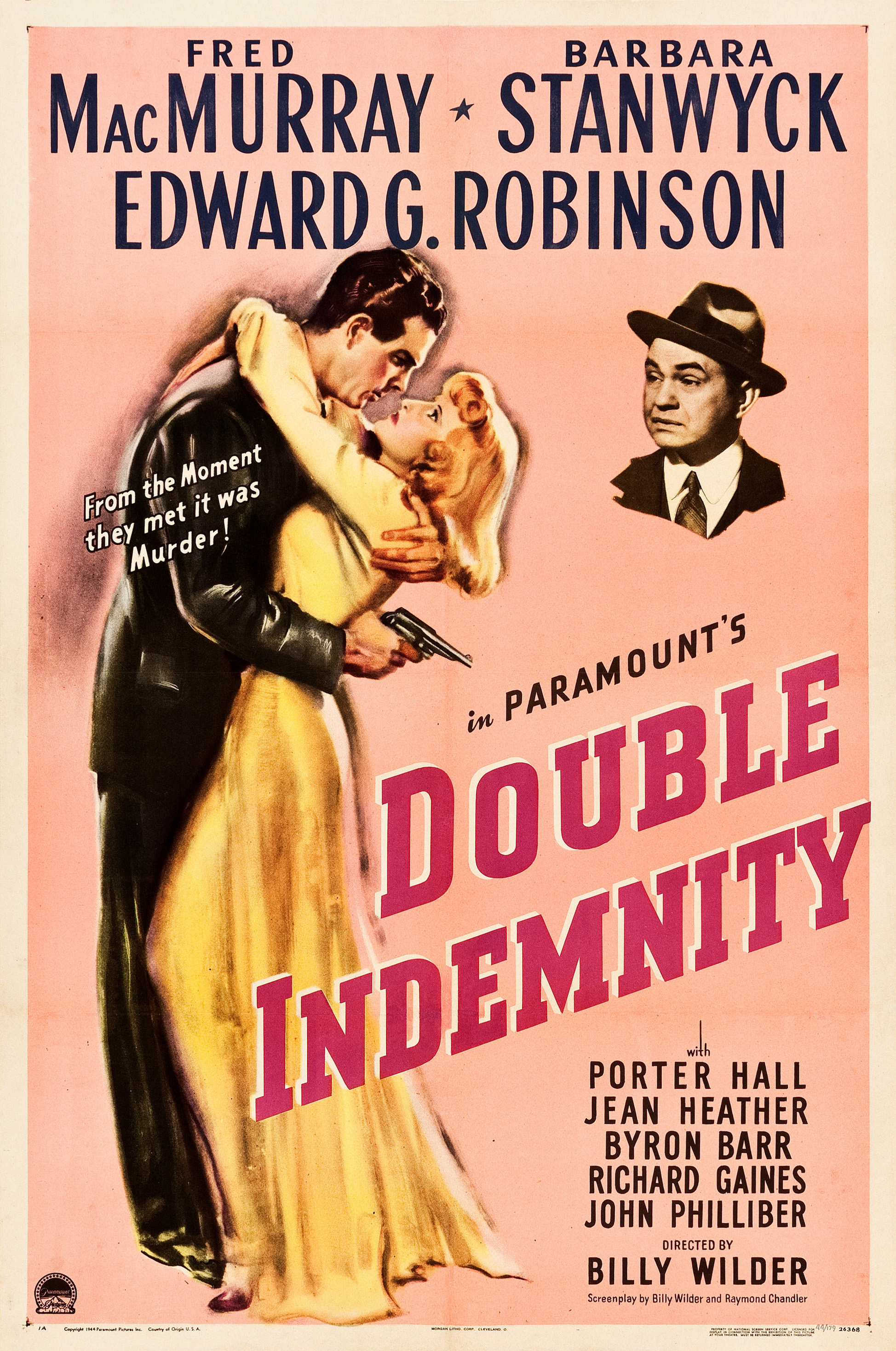
『深夜の告白』(1944)ポスター。

### 亡命者が支えたフィルム・ノワール
アメリカでこれらの映画を製作した人々の多くは、ナチスの迫害を逃れてハリウッドへ亡命した映画製作者たちだった。
彼らは第二次大戦前に映画大国だったドイツで、表現主義的なコントラストの強い照明や、レンズで構図を歪める手法といったハリウッド映画とは異なる撮影技術に習熟しており、それがそのままアメリカへ持ち込まれた。
また彼らはレイモンド・チャンドラーやダシール・ハメット、コーネル・ウールリッチなど、当時はＢ級と考えられていたアメリカ大衆小説作家の犯罪小説に強い関心を示し、そこに現れるシニカルでテンポのよい会話を映画の台詞に取り込んでゆくことになった。
彼らが作りだしたフィルム・ノワール映画の流行は遅くとも1960年代前半には衰退するが、暗く悲観的な物語構造や、スタイリッシュで陰鬱な画面を使う映像表現手法は世界各国に広まり、その後も多くの映画に流用されてゆく。

### 米国での再評価と「ネオ・ノワール」
英語圏の映画研究・映画批評において「フィルム・ノワール」の語が一般化したのはこの頃で、ニューヨーク近代美術館で開催された大規模な連続上映会や、映画監督・批評家ポール・シュレーダーによる評論などがそのきっかけとなった。
アメリカでフィルム・ノワールの後継と考えられている作品に、アラン・J・パクラ『コールガール』（1971）、フランシス・フォード・コッポラ『カンバセーション…盗聴…』 （1974）、ロマン・ポランスキー『チャイナタウン』（1974）、アーサー・ペン『ナイトムーブス』(1975)、マーティン・スコセッシ『タクシー・ドライバー』（1976）などがある。
さらに1980年代以降には、後述するような特徴を多く持った作品をさして「ネオ・ノワール」と呼ぶ論者も現れた。ここにはデビッド・リンチ『ブルーベルベット』(1986) やクエンティン・タランティーノ『レザボア・ドッグス』(1992) などが挙げられている。ジョン・ウーやウォン・カーウァイなどの作品を「香港ノワール」と呼ぶこともある。

### 定義の不在
「フィルム・ノワール」という言葉には学術用語のように厳密な定義があるわけではなく、それが映画史上の運動なのかジャンルなのか、または美学的なスタイルなのかも論者によってきわめて大きな議論の幅があるが、「ノワール風」とされる映像感覚が世界各国の映画表現において、現在にいたるまで重要な一角を占めていることは確かである。
また「フィルム・ノワール」作品は第二次大戦後のアメリカの閉塞的な社会状況や冷戦下の緊張感、変わり始めたジェンダー関係などを色濃く投影していると考えられ、とくに英語圏における映画研究において重要な分析対象となっている。とくに近年では物語中のセクシュアリティに注目してクィア理論による分析も盛んに行われている。

## 特徴

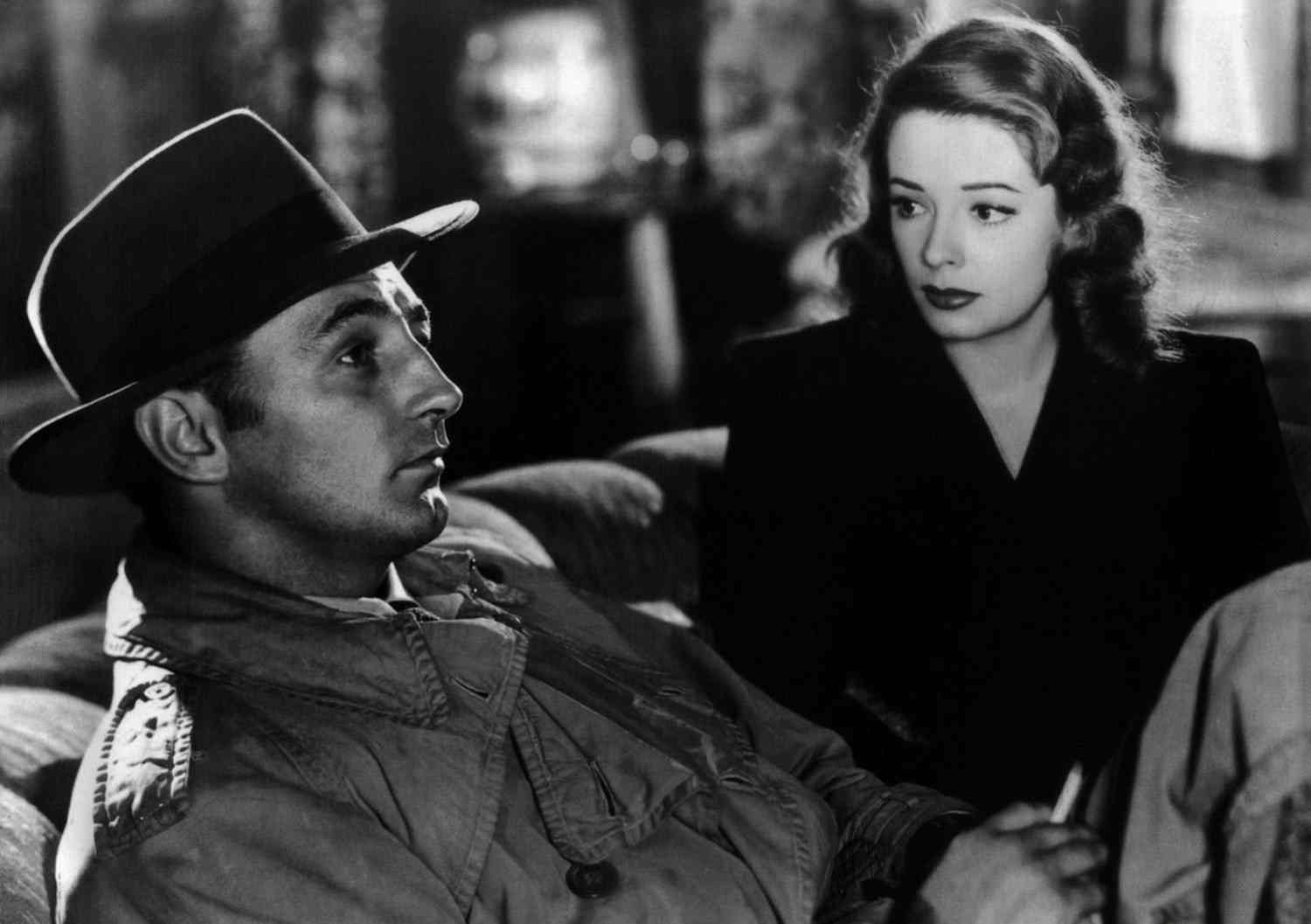
『過去を逃れて』（1947年）はフィルム・ノワールの代表的な特徴が数多く盛り込まれている。

上述のとおり「フィルム・ノワール」という言葉の明確な定義は定まっておらず、何が「ノワール風」の感覚を形づくるのかについても議論がある。
しかしこれまでフィルム・ノワールと呼ばれる作品には、主に以下のような特徴が指摘されることが多い。
- 舞台設定（現代の大都市）
- 視覚的スタイル（コントラストを強め陰影を強調した画面）
- テーマ（犯罪、詐欺、離別、精神疾患など）
- 登場人物の性格（ハードボイルドな男性主人公、謎めいた女性）
- 物語手法（時系列を複雑に行き来する構成、説明省略の多用など）
- 全体的なムード（社会に対するシニシズムや憎悪、閉塞感）

従って最も典型的なノワール風の物語は、次のような内容になる。
ニューヨークやシカゴなどの大都市の裏通りに1人で事務所を構える影のある私立探偵が、謎めいた雰囲気の美貌の女性とともに、腐敗した警官や堕落した富裕層などを相手に事件の解決に挑む。そしてその捜査が進むなかで裏切りや残酷性・倒錯した支配欲といった人間の負の側面が暴き出され、探偵と女性も自らがかかえる過去の傷に向かい合うことになる。これら全てが、行き場のない閉塞感を強く印象づける暗い画面で描かれるのである。
物語の展開自体も時系列に沿った明快簡潔な構造を取らず、一人称の曖昧なナレーションによって唐突に前後関係が逆転したり、過去の回想がフラッシュバック形式で挿入されたりする。そのため、最終的に何がどのように解決されたのか観客には明確には分からないケースも生じる。

### 背景
1950年代までのハリウッド映画では、「フィルム・ノワール」作品はマイナーな映画会社によって低予算・短期間で乱造されていた。上映時間が多くの場合1時間半前後に抑えられているのは、メインとなる華やかなメジャー作品と二本立てで上映可能にするためである。
製作コストを押さえるため、他の映画で作られたセットを使い回した。そのため作品の大半は舞台が同じ都市（ニューヨークやシカゴ、サンフランシスコ）に限定されている。主役に無名俳優が起用されることも多かった。脚本家は短期間で多数の作品のシナリオを量産するため、違いを際立たせようと極端に破綻した性格の人物を登場させたり、物語進行を無理に混乱させて観客の印象を変えようとした。
しかしこうした悪条件のもとで作られた作品は、ハリウッド映画としてきわめて異質なカテゴリーを登場させ、結果的に1950年代のアメリカ社会で広く観客に受け入れられることになった。

## 代表的作品
どの作品をフィルム・ノワールと考えるかは論者によって大きく異なるが、英国映画協会とイギリスの『インディペンデント』紙の批評家・研究者らが作成した代表的フィルム・ノワール映画リスト、またアメリカの経済雑誌「フォーブス」による「史上最高のフィルム・ノワール25選」などには、以下の作品が挙げられている。
| 題名                     | 原題                    | 監督                             | 公開年 |
| ------------------------ | ----------------------- | -------------------------------- | ------ |
| マルタの鷹               | The Maltese Falcon      | ジョン・ヒューストン             | 1941   |
| 拳銃貸します             | This Gun for Hire       | フランク・タトル                 | 1942   |
| ガラスの鍵               | The Glass Key           | スチュアート・ヘイスラー         | 1942   |
| 疑惑の影                 | Shadow of a Doubt       | アルフレッド・ヒッチコック       | 1943   |
| 深夜の告白               | Double Indemnity        | ビリー・ワイルダー               | 1944   |
| ローラ殺人事件           | Laura                   | オットー・プレミンジャー         | 1944   |
| ブロンドの殺人者         | Murder My Sweet         | エドワード・ドミトリク           | 1944   |
| 恐怖のまわり道           | Detour                  | エドガー・G・ウルマー            | 1945   |
| 堕ちた天使               | Fallen Angel            | オットー・プレミンジャー         | 1945   |
| 哀愁の湖                 | Leave Her to Heaven     | ジョン・M・スタール              | 1945   |
| 殺人者                   | The Killers             | ロバート・シオドマク             | 1946   |
| ギルダ                   | Gilda                   | チャールズ・ヴィダー             | 1946   |
| 三つ数えろ               | The Big Sleep           | ハワード・ホークス               | 1946   |
| 上海から来た女           | The Lady from Shanghai  | オーソン・ウェルズ               | 1947   |
| 過去を逃れて             | Out of the Past         | ジャック・ターナー               | 1947   |
| 悪魔の往く町             | Nightmare Alley         | エドマンド・グールディング       | 1947   |
| 誘拐魔                   | Lured                   | ダグラス・サーク                 | 1947   |
| 私は逃亡者               | They Made Me a Fugitive | アルベルト・カヴァルカンティ     | 1947   |
| アイヴィー               | Ivy                     | サム・ウッド                     | 1947   |
| 脱獄の掟                 | Raw Deal                | アンソニー・マン                 | 1948   |
| 無謀な瞬間               | The Reckless Moment     | マックス・オフュルス             | 1949   |
| 裏切りの街角             | Criss Cross             | ロバート・シオドマク             | 1949   |
| 白熱                     | White Heat              | ラオール・ウォルシュ             | 1949   |
| 第三の男                 | The Third Man           | キャロル・リード                 | 1949   |
| 遅すぎた涙               | Too Late for Tears      | バイロン・ハスキン               | 1949   |
| アスファルト・ジャングル | The Asphalt Jungle      | ジョン・ヒューストン             | 1950   |
| サンセット大通り         | Sunset Boulevard        | ビリー・ワイルダー               | 1950   |
| 孤独な場所で             | In a Lonely Place       | ニコラス・レイ                   | 1950   |
| 街の野獣                 | Night and the City      | ジュールズ・ダッシン             | 1950   |
| 拳銃魔                   | Gun Crazy               | ジョセフ・H・ルイス              | 1950   |
| 歩道の終わる所           | Where the Sidewalk Ends | オットー・プレミンジャー         | 1950   |
| その男を逃すな           | He Ran All the Way      | ジョン・ベリー                   | 1951   |
| 危険な場所で             | On Dangerous Ground     | ニコラス・レイ                   | 1951   |
| 拾った女                 | Pickup on South Street  | サミュエル・フラー               | 1953   |
| キッスで殺せ!            | Kiss Me Deadly          | ロバート・アルドリッチ           | 1955   |
| ビッグ・コンボ           | The Big Combo           | ジョセフ・H・ルイス              | 1955   |
| 狩人の夜                 | The Night of the Hunter | チャールズ・ロートン             | 1955   |
| 現金に体を張れ           | The Killing             | スタンリー・キューブリック       | 1956   |
| 成功の甘き香り           | Sweet Smell of Success  | アレクサンダー・マッケンドリック | 1957   |
| 裸のキッス               | The Naked Kiss          | サミュエル・フラー               | 1964   |

## フレンチ・フィルム・ノワール

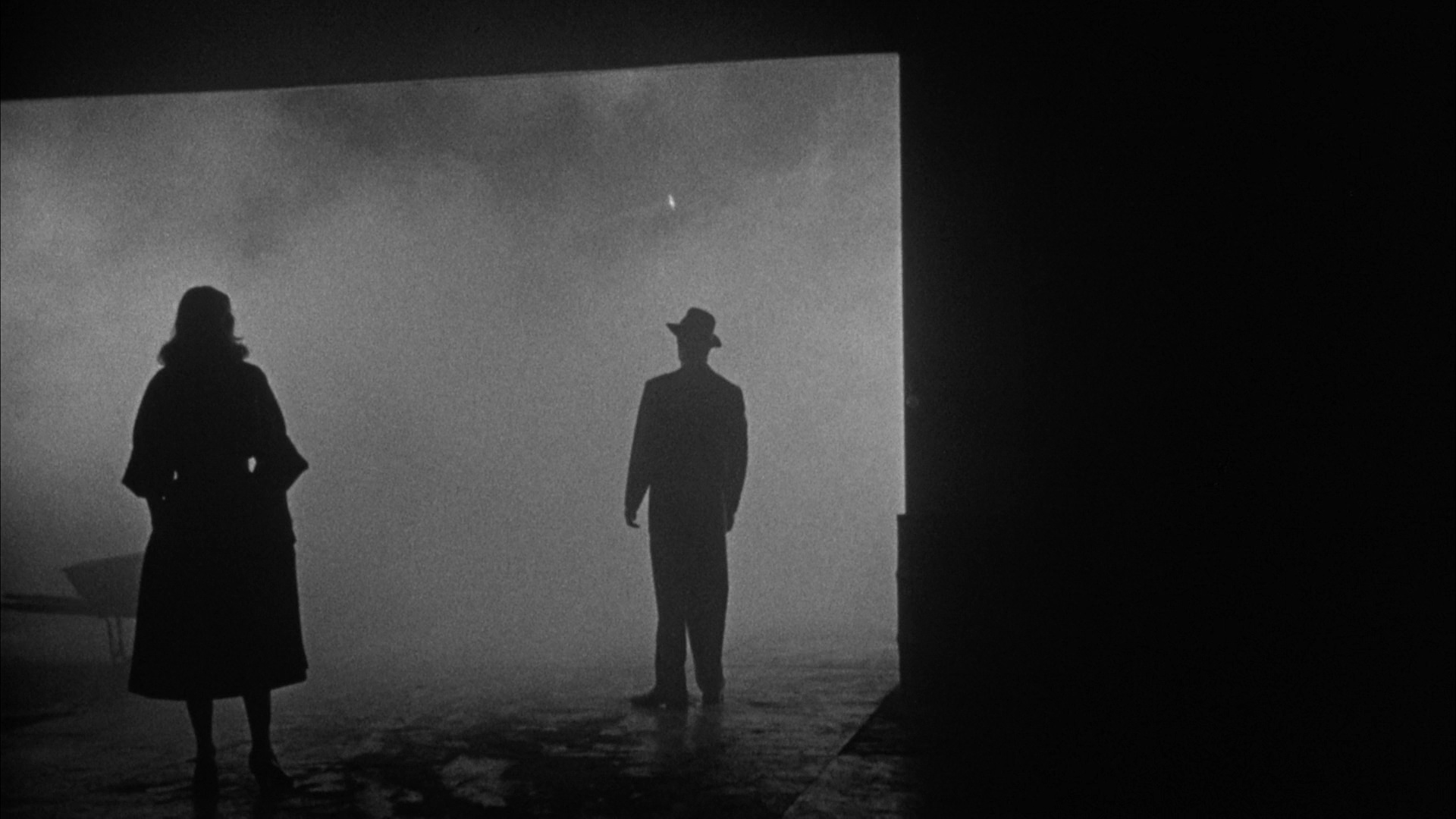
『ビッグ・コンボ』（1955年）でのシルエット描写。この映画の撮影監督ジョン・オルトンはフィルム・ノワールを特徴付ける極端な明暗対照法を生み出した。

一方で、ジャン＝ピエール・メルヴィルやジョゼ・ジョヴァンニなどの作品を含むフランス製ギャング映画を、フレンチ・フィルム・ノワール（フランス製フィルム・ノワール）と呼んで分類する場合がある。ジャック・ベッケル監督の『現金に手を出すな』（1954年）およびジュールズ・ダッシン監督の『男の争い』（1955年）をそのはしりとし、このジャンルの映画の系譜はおおむね1970年代まで盛んに続いた。
根元的には、第二次世界大戦後にフランスで興隆してきた「セリ・ノワール」（暗黒小説）と呼ばれるギャング物の犯罪小説を起源としており（前述2作も、アルベール・シモナンと、オーギュスト・ル・ブルトンの、それぞれ共に1953年発表の小説を映画化したものである）、更にそのセリ・ノワールもまた、戦後流入したアメリカのハードボイルド小説とフィルム・ノワールの影響を多かれ少なかれ受けていた。
アメリカン・フィルム・ノワールとの最も大きな違いは、「男同士の友情と裏切り」を多く主題としている点である。フレンチ・フィルム・ノワールには、アメリカン・フィルムノワールにおける「ファム・ファタール」としての強いキャラクターを備えた「悪女」はあまり登場せず、場合によっては女性が一人も登場しない作品もある。従ってアメリカン・フィルム・ノワールのようなニューロティックな傾向は希薄であり、むしろ情念の濃厚なギャング映画という性格が強い（ジャン・ピエール・メルヴィルの作品の一部のような例外もある）。このような性質上、フレンチ・フィルム・ノワール作品の多くは、暗黒街におけるギャングと警察、もしくはギャング同士の対立を軸に構成されている。
1980年代以降、ジョン・ウーなどが監督・製作した香港製犯罪映画は、アクションではハリウッド製アクション映画との親和性があるが、ギャング映画としての基本的傾向は「フレンチ・フィルム・ノワール」に近い。

## 日本のフィルム・ノワール
上記のような作品群が紹介されると、日本でも同様の暗い閉塞的なムードをたたえた作品が作られるようになった。これらを指して英語圏の映画批評において「ジャパニーズ・ノワール」などと呼ぶことがある。
これもどの作品を数えるかについて批評家の間に広範な意見の一致があるわけではないが、アメリカの著名なＤＶＤレーベルであるクライテリオンや、イギリスの英国映画協会が日本のフィルム・ノワール特集を組んだ際には、以下の作品が挙げられている。
| 作品名                          | 監督       | 公開年 |
| ------------------------------- | ---------- | ------ |
| 野良犬                          | 黒澤明     | 1949   |
| 黒い河                          | 小林正樹   | 1956   |
| 俺は待ってるぜ                  | 蔵原惟繕   | 1957   |
| 張込み                          | 野村芳太郎 | 1958   |
| 錆びたナイフ                    | 舛田利雄   | 1958   |
| 13号待避線より その護送車を狙え | 鈴木清順   | 1960   |
| 悪い奴ほどよく眠る              | 黒澤明     | 1960   |
| ある脅迫                        | 蔵原惟繕   | 1960   |
| ゼロの焦点                      | 野村芳太郎 | 1961   |
| 豚と軍艦                        | 今村昌平   | 1961   |
| 野獣の青春                      | 鈴木清順   | 1963   |
| 天国と地獄                      | 黒澤明     | 1963   |
| 拳銃残酷物語                    | 古川卓巳   | 1964   |
| 乾いた花                        | 篠田正浩   | 1964   |
| 飢餓海峡                        | 内田吐夢   | 1965   |
| 東京流れ者                      | 鈴木清順   | 1966   |
| 拳銃は俺のパスポート            | 野村孝     | 1967   |
| 殺しの烙印                      | 鈴木清順   | 1967   |

## 広義のフィルム・ノワール
フィルム・ノワール最盛期は同時にハリウッドの全盛時代であり、スタジオ・システムが崩壊した1950年代以降のハリウッドがB級プログラム・ピクチャーを量産しうるだけの勢いを失ったことは、フィルム・ノワール製作の拠り所をも失うことを意味した。
以後も往年のフィルム・ノワールの影響を強く受けた犯罪映画・異常心理映画は多く作られているが、時代に応じて1960年代以降の映像はカラーフィルムが標準となっている。またかつてのフィルム・ノワールでは、台詞や態度に婉曲な性的隠喩を込めたり、暴力シーン直接描写の省略による凶行の暗示などで、厳しい倫理コードを回避しながら観客に対する間接的な事象の示唆を図っていたが、1960年代以降の倫理コードの緩和によって、直截的なベッドシーン・暴虐描写や、タブーであった卑語の多用が行われるようになり、その趣は大いに変化した。1946年製作の『三つ数えろ』と、その1978年のリメイク版である『大いなる眠り』を（完成度の優劣は度外視して）表面的に比較するだけでも、時代の変化は容易に理解し得る。
1960年代以降の映画では、『ブレードランナー』のように別ジャンル作品でありながらフィルム・ノワールタイプのモチーフを備えた作品が現れ、また『チャイナタウン』(1974年。舞台設定は1937年)、『L.A.コンフィデンシャル』(1997年。舞台設定は1950年代)のように、第二次大戦前後のフィルム・ノワール全盛時代を舞台としてフィルム・ノワール型のストーリーを展開しながら、現代的な解釈を加えたA級相当の映画として製作される事例も見られる。
更に、フィルム・ノワールと半ば不可分である「モノクローム」のイメージから、カラー製作、ハイビジョンデジタルビデオ製作が当たり前になった現代においても、あえてモノクロフイルムで製作される事例があり、カラーの場合でも、色彩効果を暗めに調整したり、闇や夜間のシーンを多用することで暗い画面を演出する事が多い。
『ブレードランナー』 Blade Runner (1982)
監督：リドリー・スコット、主演：ハリソン・フォード）　未来世界を舞台とした斬新なSF映画としてカルトな評価を得ている作品であるが、単なるSFではなく、フィルム・ノワールの要素も併せ持つことが、しばしば評論家の間で指摘されている。
『さらば、ベルリン』 The Good German (2006)
監督：スティーヴン・ソダーバーグ、主演：ジョージ・クルーニー、ケイト・ブランシェット）　終戦直後のベルリンを舞台にした、上記と同様の手法で作られた現代版フィルム・ノワール。モノクロフィルムで製作。

## 関連文献
（総説）
- Borde, Raymond; Chaumeton, Etienne Paul Hammond訳 (2002) (英語). A Panorama of American Film Noir, 1941–1953. San Francisco: City Lights
- Cawelti, John G. “Chinatown and Generic Transformation in Recent American Films.” In Film Theory and Criticism: Introductory Readings. 3d ed. Edited by Gerald Mast and Marshall Cohen, 503–520. New York: Oxford University Press, 1985.
- Alain Silver; James Ursini, eds (1998) (英語). Film Noir Reader. New York: Limelight
  - Durgnat, Raymond. “Paint it Black: The Family Tree of the Film Noir”. pp. 37–51
  - Schrader, Paul. “Notes on Film Noir”. pp. 53–63
  - Place, Janey; Peterson, Lowell. “Some Visual Motifs of Film Noir”. pp. 65–75
- Frank, Nino Connor Hartnett訳 (1995). “A New Type of Detective Story”. In William Luhr (英語). The Maltese Falcon: John Huston. New Brunswick, NJ: Rutgers University Press. pp. 8–9, 14
- Hillier, Jim, and Alastair Phillips. 100 Film Noirs (BFI Screen Guide). London: BFI, 2009.
- Hirsch, Foster (1981) (英語). Film Noir: The Dark Side of the Screen. New York: A.S. Barnes
- Hirsch, Foster (1999) (英語). Detours and Lost Highways: A Map of Neo-Noir. New York: Limelight
- Naremore, James (2008) (英語). More Than Night: Film Noir in Its Contexts. Berkeley: University of California Press
- Palmer, R. Barton (1994) (英語). Hollywood’s Dark Cinema: The American Film Noir. New York: Twayne
- Selby, Spencer (1984) (英語). Dark City: The Film Noir. Jefferson, NC: McFarland
- Telotte, J. P. (1989) (英語). Voices in the Dark: The Narrative Patterns of Film Noir. Urbana: University of Illinois Press

（フィルム・ノワールとジェンダー）
- Copjec, Joan, ed. Shades of Noir. London: Verso, 1993.
- Doane, Mary Ann. Femmes Fatales: Feminism, Film Theory, Psychoanalysis. New York: Routledge, 1991.
- Kaplan, Ann E., ed. Women in Film Noir. London: BFI, 1998.
- Krutnik, Frank. In a Lonely Street: Film Noir, Genre, Masculinity. London: Routledge, 1991.
- Wager, Jans B. Dames in the Driver’s Seat: Rereading Film Noir. Austin: University of Texas Press, 2005.
- Williams, Tony. “Phantom Lady, Cornell Woolrich and the Masochist Aesthetic.” Cineaction! 13–14 (Summer 1988): 56–63.

### （邦文）
- 遠山純生編『フィルム・ノワールの光と影 : film noir』エスクァイアマガジンジャパン、1999
- 新井達夫『フィルムノワールの時代』鳥影社、2002
- 中村秀之『映像/言説の文化社会学 : フィルム・ノワールとモダニティ』岩波書店、2003
- 吉田広明『B級ノワール論 : ハリウッド転換期の巨匠たち』作品社、2008年。
- 西森路代『韓国ノワールその激情と成熟』Ｐヴァイン、2023